# The Singles Collection Volume 2
The Singles Collection Volume 2 é uma coletânea da banda britânica de rock Queen, lançada em edição limitada em 2008. O disco contém vários singles do grupo lançados de 1979 até 1984, juntamente com seus B-sides.
Esta compilação é notável por conter algumas canções até então nunca lançadas pela banda, como "A Human Body" e o remix de "Back Chat". As canções ao vivo são originais do álbum Live Killers.

## Faixas
1. "Love of My Life" (ao vivo) – 3:43
2. "Now I'm Here" (ao vivo) - 8:42

Disco 2
1. "Crazy Little Thing Called Love" – 2:44
2. "We Will Rock You" (ao vivo) – 3:07

Disco 3
1. "Save Me" – 3:49
2. "Let Me Entertain You" (ao vivo) – 3:14

Disco 4
1. "Play the Game" – 3:32
2. "A Human Body" – 3:42

Disco 5
1. "Another One Bites the Dust" – 3:36
2. "Dragon Attack" – 4:19

Disco 6
1. "Flash Theme" – 2:51
2. "Football Fight" – 1:29

Disco 7
1. "Under Pressure" (com David Bowie) – 4:07
2. "Soul Brother" – 3:38

Disco 8
1. "Body Language" – 4:34
2. "Life Is Real" – 3:30

Disco 9
1. "Las Palabras de Amor (The Words of Love)" – 4:31
2. "Cool Cat" – 3:28

Disco 10
1. "Calling All Girls" – 3:53
2. "Put Out the Fire" – 3:19

Disco 11
1. "Back Chat" (single remix) – 4:12
2. "Staying Power" – 4:11

Disco 12
1. "Radio Ga Ga" – 5:50
2. "I Go Crazy" – 3:42

Disco 13
1. "I Want to Break Free" – 4:25
2. "Machines (or Back To Humans)" – 5:08